# Joachim Vilanova Camallonga
Joachim Vilanova Camallong, Joaquín Vilanova Camallonga (ur. 6 października 1888 w Ontinyencie, zm. 29 lipca 1936 w Ollerii) – błogosławiony Kościoła katolickiego.

## Życiorys
Wstąpił do Kolegium w Walencji. W 1920 roku otrzymał święcenia kapłańskie. Pełnił obowiązki wikariusza w Ibi. Jest jedną z ofiar antykatolickich prześladowań religijnych okresu wojny domowej w Hiszpanii. Jego siostra była zakonnicą.
Joachima Vilanova Camallonga beatyfikował Jan Paweł II w dniu 11 marca 2001 roku jako męczennika zamordowanego z nienawiści do wiary (łac. odium fidei) w grupie 232 towarzyszy Józefa Aparicio Sanza.